# دواين هنري
دواين هنري (بالإنجليزية: Dwayne Henry)‏ هو لاعب كرة قاعدة أمريكي، ولد في 16 فبراير 1962 في إلكتون في الولايات المتحدة.

## وصلات خارجية
- دواين هنري على موقع الدوري الياباني لكرة القاعدة (الإنجليزية)
- دواين هنري على موقعبيزبول رفرنس.كوم (الدوري الرئيسي) (الإنجليزية)
- دواين هنري على موقع مشجعي الرسوم البيانية (الإنجليزية)
- دواين هنري على موقع قاعة ديلاوير للمشاهير الرياضية (الإنجليزية)